# 허유
허유(許攸, ? ~ 204년)는 중국 후한 말 원소 휘하의 모사로 자는 자원(子遠)이며 형주 남양군 사람이다.
배잠(裴潛)은 허유는 원소 휘하의 핵심 참모로 총명하고 지모가 있어 원소가 중용하였다고 평했다.

## 생애
젊었을 때 원소 · 장막(張邈)과 함께 분주우교(奔走友交: 마음을 허락해 위기를 만나면 달려올 친구)를 맺었다. 영제(靈帝) 대에 허유는 기주자사(冀州刺史) 왕분(王芬) · 주정(周旌)과 손을 잡고 영제를 폐위하고 합비후(合肥侯)을 옹립할 것을 획책했으나, 실패해 피신하였다.
건안(建安) 4년(199년), 전풍(田豊) · 순심(荀諶)과 함께 원소 진영의 참모가 되었다.
허유는 예전의 명성과 원소와의 개인적인 친교로 인해 높은 자리에 있었으나 그에 걸맞은 공을 세우진 못했을 뿐만 아니라 오히려 탐욕스럽고 교만한 성품으로 사방에 적을 두었던 것으로 여겨진다.
결국 허유는 원소를 배신하고 조조(曹操)에게 투항하였다. 그리고 조조에게 순우경(淳于瓊)이 지키는 원소군의 병참기지인 오소(烏巢)의 수비가 허술함을 가르쳐 주고, 이곳을 기습할 것을 진언하였다. 조조는 이 책략을 사용하여 오소를 습격하고, 오소는 함락되었다.
《조만전(曹瞞傳)》에 따르면 조조는 코를 베인 채 사로잡힌 상황에서도 뜻을 굳히지 않는 순우경을 아깝게 여겨 처형을 그만두려 하였으나, 허유가 "거울을 보면 당신을 원망할 것입니다"라고 하였기 때문에 조조는 순우경을 처형하였다.
허유의 투항을 두고 사서들은 그 원인을 다르게 기술하고 있다.
- 건안(建安) 5년(200년), 관도 전투 때 허유는 원소에게 군사를 양분하여 조조 측의 본거지 허(許)를 습격하고, 헌제(獻帝)를 데려오자고 하였으나 거절당하였다.[5]
- 순욱(荀彧)은 허유는 탐욕스러워 자신을 다스리지 못하는 자로, 심배(審配)와 봉기(逢紀)는 허유 일가의 범죄를 간과하지 않을 것이라고 지적하였고, 과연 허유의 가족이 법을 어겨 심배에게 체포되자 허유가 투항하였다.[6]
- 허유는 탐욕스러운 자로, 원소가 자신의 재물욕을 채워주지 못하자 투항하였다.[7]

또한, 그 원인에 대해서는 다음과 같은 다양한 해석이 이루어진 바 있다.
- 탐욕스럽고 안하무인이었던 허유는 그 성품 때문에 사방의 적을 두었으며, 그렇기 때문에 부정이 적발되어 일족이 체포되었다.[6]
- 원소가 개인적인 친분을 이유로 허유의 부정과 무능을 참는 것도 한계가 있었기 때문에 허유의 재물욕은 채워질 수 없었다.[7]
- 초조해진 마음에 어떻게든 이를 만회하고자 적극적인 헌책을 올렸으나 원소에게서 거절당하자 그토록 분노를 터뜨린 것이다.[8]

허유의 책략은 조조군의 승리에 아주 결정적인 역할을 하였다. 하지만 관도대전의 1등공신임에도 불구하고 그를 언급하는 거의 모든 기록에서 그 성격상의 결함이 나타나듯이, 허유는 조조 진영에서도 이내 교만하게 행동하는 일이 많아졌고,조조에게도 옛 친구(소년기 친구였다고 한다)라는 이유로 거들먹거리며 불량한 태도를 취했다. 거기에 자신이 조조의 우방이 되지 않았다면 기주 공략은 이루어지지 않았을 거라고 공공연히 말하고 다녔으므로 조조는 사실이라고 인정하면서도 내심 그의 태도를 증오하였다.
건안 9년(204년), 조조는 업(鄴)을 공략한 뒤 심배를 죽였다. 허유는 업의 동문을 통과할 때 또다시 “이 남자(조조)는 나를 손 안에 넣지 않았더라면 이 문을 출입하지도 못했을 것이다.”라고 좌우의 사람들에게 말하며 자만했다. 이 말은 조조에게 밀고되었고 이윽고 허유는 처형되었다.

## 인물상
허유는 조조의 승리에 아주 결정적인 공헌을 해 사실상 역사를 바꾼 인물이지만 허유를 언급한 모든 기록에선 그 성품이 나쁜 점이 항상 기록되며 경멸받는다.
원술(袁術)은 허유를 "욕심이 많고 음탕하며 불순한 사람"이라고 멸시하였으나, 평원(平原)의 명사 도구홍(陶丘洪)은 원술의 말처럼 허유의 실점을 인정하면서도 "위난을 극복하기 위해서라면 진흙탕을 걷는 것조차 두려워하지 않는 인물"이란 평가를 내려 그를 변호하였다.

## 《삼국지연의》 속 허유
《삼국지연의》에서도 허유는 사실과 비슷하게 조조에게 투항하였고, 주로 조만전을 소재로 그 과정이 묘사되었다. 다만 사실과는 다르게 조조는 허유의 오만을 웃음으로 흘려보냈으나, 그 대신 그의 심복 허저(許褚)가 허유를 죽였다고 한다. 일설에 의하면 하후돈(夏侯惇) · 하후연(夏侯淵) · 허저 · 서황(徐晃) · 장료(張遼) · 우금(于禁) · 악진(樂進)등이 한꺼번에 달려들어 허유를 때려죽였다고도 한다.

## 같이 보기
- 삼국지 인물 목록

## 참고 문헌
- 陳寿『三国志』同上,魏書第十二「崔琰伝」(和訳：井波律子・今鷹真『三国志 正史 2』ちくま学芸文庫、1993年)
- 同上, 魏書第一「武帝紀」(和訳：今鷹真・井波律子『三国志 正史 1』ちくま学芸文庫、1992年)
- 同上, 魏書第六「袁紹伝」(和訳：同上)
- 同上, 魏書第十「荀彧伝」「荀攸伝」(和訳：井波律子・今鷹真『三国志 正史 2』ちくま学芸文庫、1993年)
- 范曄『後漢書』列伝第六十四「袁紹伝」
- 『三国演義』(和訳：立間祥介『三国志演義 上』平凡社、1972年)